# La Surprise (roman)
Pour les articles homonymes, voir La Surprise.
La Surprise (titre original : HMS Surprise) est un roman historique de Patrick O'Brian paru en 1973, dont l'histoire se déroule durant les guerres napoléoniennes.
Troisième tome de la série des Aubreyades, une adaptation radiophonique fut réalisée en 2008 par la BBC Radio 4.
Le livre se base notamment sur l'histoire du véritable vaisseau, le HMS Surprise (1796) (en), et sur la bataille de Poulo Aura.

## Résumé
Le désormais capitaine de vaisseau Jack Aubrey est nommé commandant de la Surprise, un navire dans lequel il a déjà fait ses classes en tant qu'aspirant.

## Éditions deLa Surprise

### Éditions anglophones
Éditions originelles seulement.
- (en) Patrick O'Brian, HMS Surprise, Philadelphie, Lippincott, 1973 (ISBN 0-397-00998-4)
- (en) Patrick O'Brian, HMS Surprise, Londres, Collins, 1973 (ISBN 0-00-221316-8)

### Éditions françaises
- Patrick O'Brian (trad. Jean-Charles Provost), La Surprise, Paris, Presses de la Cité, 1997 (ISBN 2-258-04546-0)
- Patrick O'Brian (trad. Jean-Charles Provost et Florence Herbulot), La « Surprise ». Expédition à l'île Maurice, Paris, France loisirs, 1998 (ISBN 2-7441-1402-2)
- Patrick O'Brian (trad. Jean-Charles Provost), La « Surprise », Paris, Pocket (no 10427), 1999 (ISBN 2-266-08197-7)
- Patrick O'Brian (trad. Jean-Charles Provost et Florence Herbulot, préf. Hubert Prolongeau), Les aventures de Jack Aubrey, vol. 1 : Maître à bord. Capitaine de vaisseau. La « Surprise ». Expédition à l'île Maurice, Paris, Omnibus, 2000 (réimpr. 2010) (ISBN 2-258-05473-7 et 978-2-258-08422-3)